# 国東郡
- 令制国一覧 > 西海道 > 豊後国 > 国東郡
- 日本 > 九州地方 > 大分県 > 国東郡

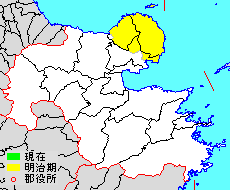
大分県国東郡の位置

国東郡（くにさきぐん）は、大分県（豊後国）にあった郡。

## 郡域
概ね現在の下記の区域にあたるが、行政区画として画定されたものではない。
- 国東市、東国東郡姫島村の全域
- 豊後高田市の大部分（水崎を除く）
- 杵築市の一部（大田各町および大内以東）

## 歴史
国前が最も古い表記で國埼郡、國﨑郡とも表記した。天平12年（740年）頃までに成立したとされる『豊後国風土記』において、豊後国の8つの郡のひとつとして國埼郡が挙げられている。風土記の國埼郡の条によれば、國埼郡の名は、景行天皇が海路で巡幸し、この地にさしかかった時に「彼（そ）の見ゆるは、若（けだ）し、国の埼（さき）ならむ」と言ったことに因んで付けられたとされる。
また、承平年間（931年 – 938年）に成立した『和名類聚抄』には、國埼郡に、武藏、來繩、國前、田染、阿岐（安伎）、津守、伊美鄕、の7郷があったことが記されている。
その後、近世には宇佐神宮の荘園が開かれ、江戸時代には杵築藩などが置かれた。現在の国東の字は、元禄時代頃に豊後国の東方にあることから当てられるようになったものであるとされる。

### 近世以降の沿革
所属町村の変遷は西国東郡#郡発足までの沿革、東国東郡#郡発足までの沿革をそれぞれ参照
- 「旧高旧領取調帳」に記載されている明治初年時点での支配は以下の通り。（204村）
  - 後の西国東郡域（94村） - 幕府領（熊本藩預地）、肥前島原藩、日向延岡藩、豊後杵築藩
  - 後の東国東郡域（108村2浦） - 幕府領（熊本藩預地）、旗本領、豊後杵築藩、肥前島原藩
- 慶応4年
  - 8月28日（1868年10月13日） - 熊本藩預地が日田県の管轄となる[5]。
  - 8月 - 旗本領が日田県の管轄となる。
- 明治4年
  - 2月22日（1871年4月11日） - 領知替えにより延岡藩領が日田県の管轄となる。
  - 7月14日（1871年8月29日） - 廃藩置県により、藩領が島原県、杵築県の管轄となる。
  - 11月14日（1871年12月25日） - 第1次府県統合により、全域が大分県の管轄となる。
- 明治8年（1875年）3月 - 村浦の統合が行われ、127村1浦となる。
- 明治11年（1878年）11月1日 - 郡区町村編制法の大分県での施行により、国東郡のうち高田村ほか50村の区域をもって西国東郡が、鶴川村ほか77村1浦の区域をもって東国東郡がそれぞれ行政区画として発足。同日国東郡消滅。